# Parc national de Noosa
Le parc national de Noosa, ou Noosa National Park en anglais, est un parc national de la Sunshine Coast du Queensland, en Australie.
Il s'y trouve un climat subtropical (entre 9 et 30°C) et est composé de plusieurs plages dont la Noosa Main Beach. En raison de son orientation et de ses grandes vagues, le site dispose de conditions favorables pour la pratique d'activités nautiques comme le surf.

## Annexe